# John Henderson (politikus)
John Henderson (Cumberland megye, 1797. február 28. – Pass Christian, 1857. szeptember 15.) az Amerikai Egyesült Államok szenátora (Mississippi, 1839–1845).